# VIVA Comet 2008

Logo

Der 13. VIVA Comet wurde am 23. Mai 2008 in der König-Pilsener-Arena in Oberhausen vergeben. Die Show wurde von Oliver Pocher und den VIVA-Moderatorinnen Gülcan Kamps und Collien Fernandes moderiert.

## Bester Newcomer
- beFour
- Cinema Bizarre
- Jimi Blue Ochsenknecht
- Mark Medlock
- Stefanie Heinzmann

## Bester Live Act
- Bushido
- Die Ärzte
- Die Fantastischen Vier
- Panik
- Tokio Hotel

## Bester Song
- Alex C. feat Y-ass – Du hast den schönsten Arsch der Welt
- Azad feat. Adel Tawil – Prison Break Anthem (Ich glaub’ an dich)
- Culcha Candela – Hamma!
- Ich + Ich – Vom selben Stern
- Monrose – Hot Summer

## Beste Band
- Culcha Candela
- Fettes Brot
- Monrose
- Scooter
- Tokio Hotel

## Bester Solo Act
- Alex C.
- Bushido
- Herbert Grönemeyer
- LaFee
- Mark Medlock

## Bestes Video
- Die Ärzte – Junge
- Die Fantastischen Vier – Einfach sein
- Fettes Brot – Bettina, zieh dir bitte etwas an
- Ich + Ich – Vom selben Stern
- Tokio Hotel – An deiner Seite

## Stars der Stars
- Herbert Grönemeyer

## Lebenswerk
- Udo Lindenberg

## Super-Comet
- Tokio Hotel